# David Austin
Pour les articles homonymes, voir Austin.

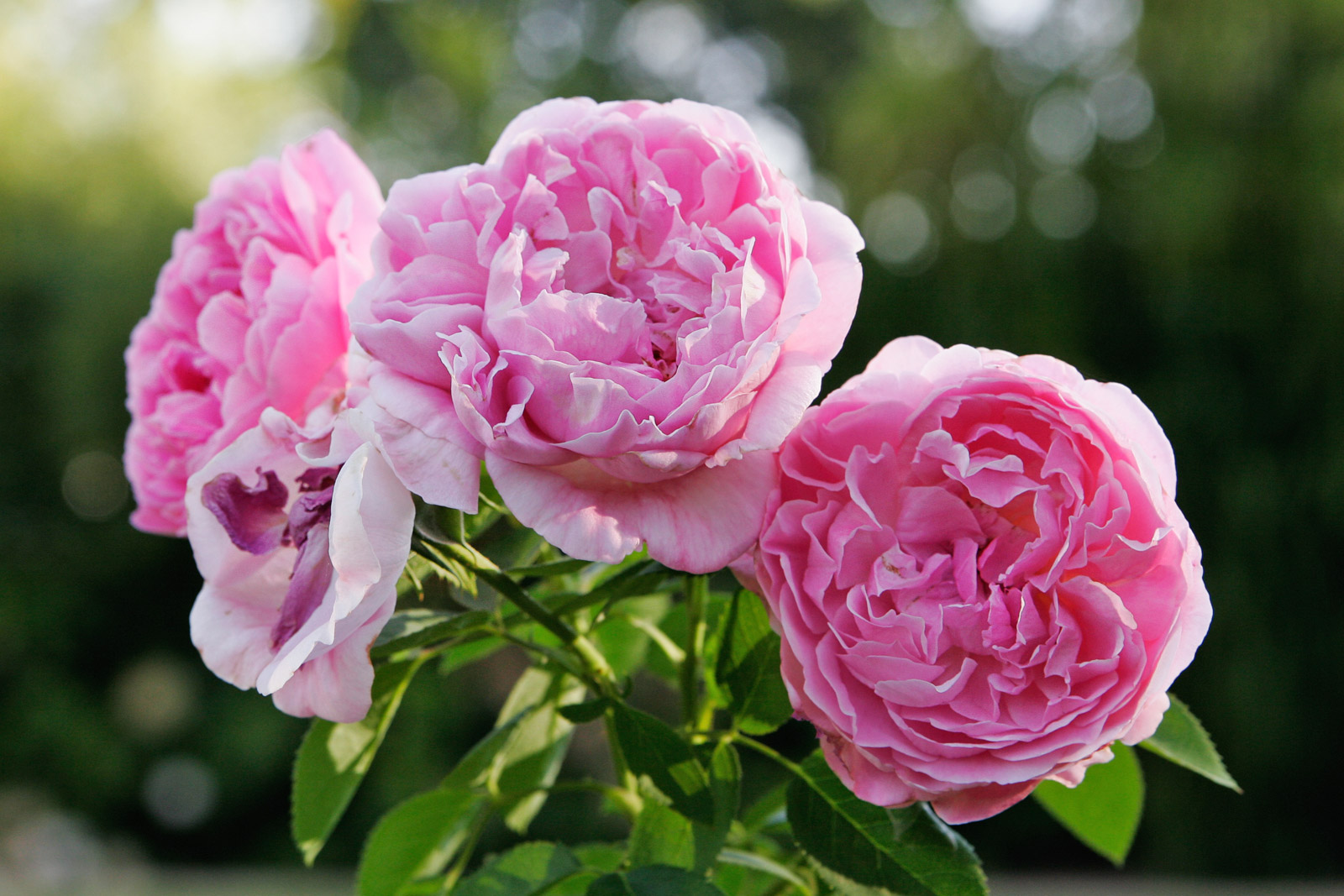
‘Mary Rose’, « rose anglaise » de David Austin au jardin botanique d'Albury.

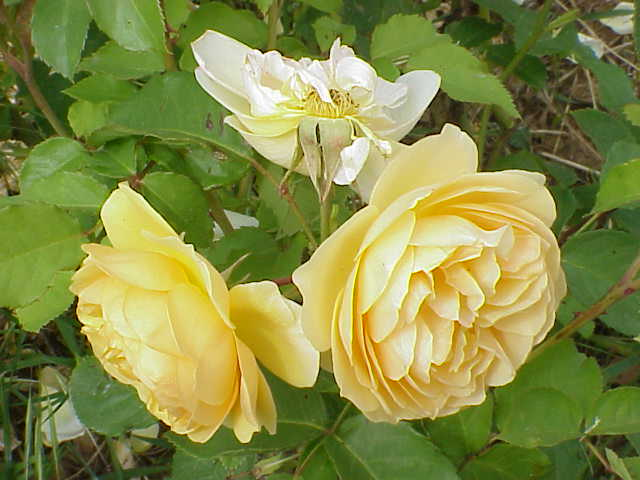
‘Graham Thomas’, David Austin 1983.

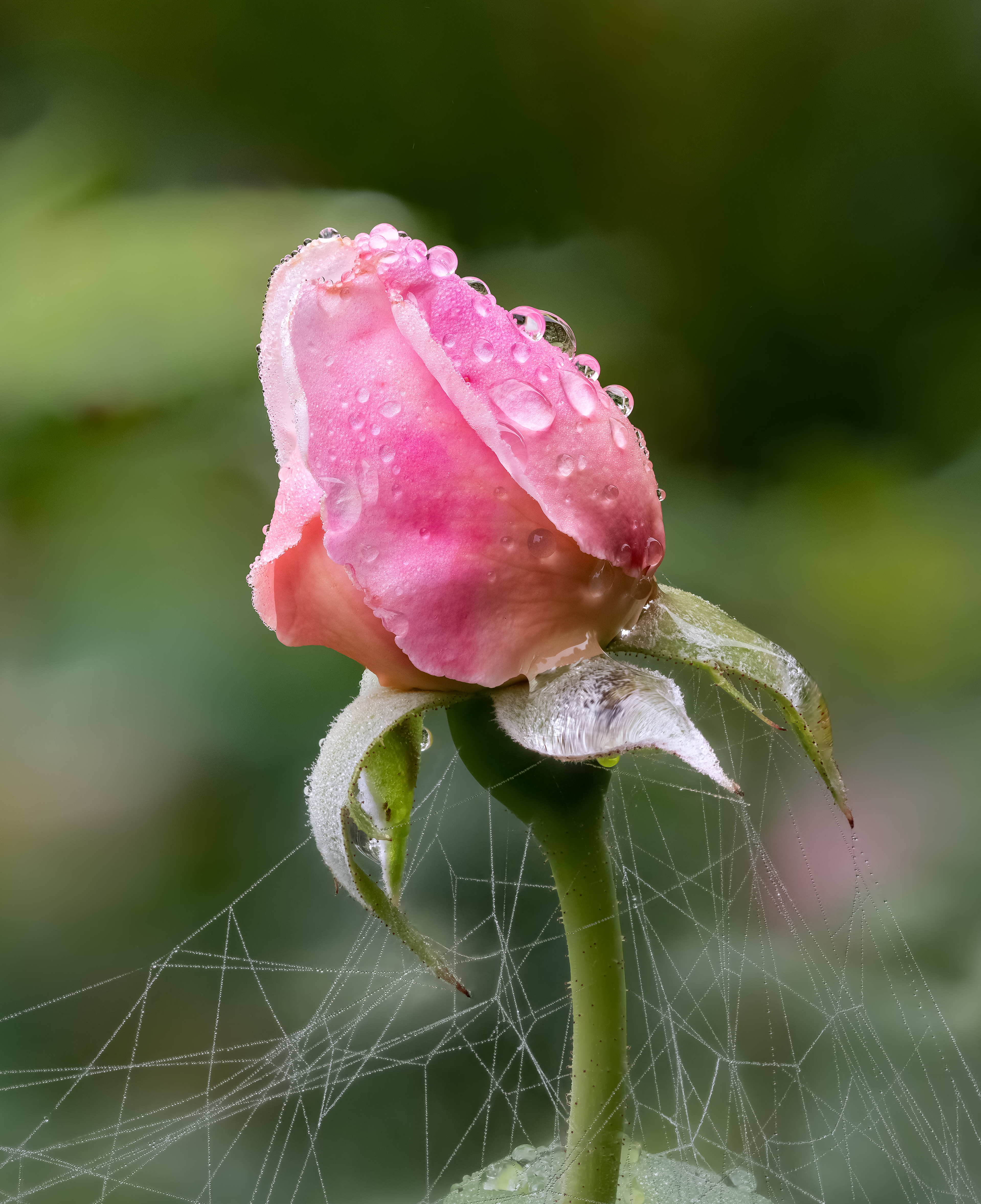
'The Reeve', créé par Austin en 1979

David Charles Henshaw Austin, né le 16 février 1926 à Albrighton dans le Shropshire (Angleterre) et mort le 18 décembre 2018 dans la même ville, est un créateur britannique de roses.

## Biographie
Dans son enfance, David Austin est marqué par sa grand-mère Clara, dont la demeure victorienne, qu'il habitera d'ailleurs plus tard, orne depuis le logo de sa marque. Jardinière passionnée, elle encourage son petit-fils à planter des légumes et des fleurs puis à aller les vendre à Albrighton. Sa première expérience professionnelle se déroule ensuite chez un ami de son père fermier, James Baker, qui cultive des lupins.
En pleine Guerre froide, il tente en vain d'inventer, à partir de semences russes, des semis de céréales qui auraient été capables de se replanter tous seuls en quelques années. Malgré plusieurs échecs initiaux dans la culture de rose, il persévère jusqu'au succès.
Il a publié plusieurs ouvrages et, féru de littérature britannique, rédige des poèmes. Les noms de ses roses s'inspirent régulièrement de la littérature ('Imogen' et 'Othello' pour William Shakespeare) ou de la monarchie britannique ('Princess Anne', 'Princess Alexandra of Kent', ou 'William and Catherine', etc.).

### Famille
David Austin est le père d'un fils (David junior), qui a pris sa succession dans son travail, et de filles, dont une, Claire, est pépiniériste, et à qui son père a dédié la rose 'Claire Austin'.

## Productions
Ses roses ont une forme proche des roses anciennes, roses galliques, Damas, albas ou hybrides remontants. Elles en ont aussi le parfum, avec souvent quelques nuances plus citronnées qui les distinguent. Mais elles offrent la floraison continue des roses modernes, hybrides de thé ou floribunda ainsi que des dégradés de jaune, saumon, corail et orangé absents dans les variétés les plus anciennes. 
En croisant des variétés anciennes, particulièrement parfumées, avec des hybrides de thé et des floribundas, bien remontants et disposant d'une vaste gamme de coloris, il produit sa première rose, ‘Constance Spry’ en 1961, puis ‘Chianti’ et ‘Shropshire Lass’ en 1967 et 1968. David Austin réussit en 1969 la synthèse entre la « rose ancienne » et la « rose moderne ».
Par la suite, il a créé des variétés de rosiers remontants dont ‘Wife of Bath’ et ‘Canterbury’ (en l'honneur de l'écrivain Geoffrey Chaucer).  Et les roses David Austin ont commencé à connaître le succès, le plus important de la fin du XXe siècle. David Austin garde pour but la création de roses modernes qui conservent le parfum des roses anciennes, on les appelle « les roses anglaises ».
Bien que n'étant pas reconnues officiellement sous l'appellation « roses anglaises » ou   « roses David Austin », par la Royal National Rose Society et l'American Rose Society, c'est sous ce nom qu'elles sont classées chez les pépiniéristes, horticulteurs, dans les catalogues et les publications.
Depuis sa fondation en 1969, la firme « David Austin Roses » à Albrighton, près de Wolverhampton, a créé plus de 190 rosiers (234 en 2016), souvent aux noms d'Anglais célèbres et en particulier Shakespeare.
Son catalogue de 600 variétés, en anglais, français et allemand (également traduit par le passé en japonais) est tiré chaque année à 500 000 exemplaires.

## Prix et récompenses

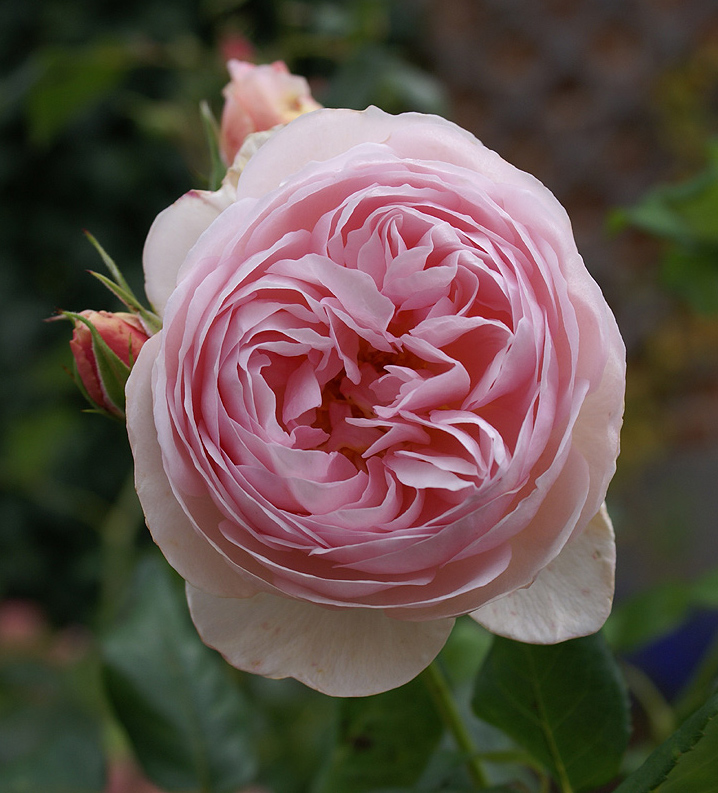
‘Heritage’, David Austin, 1984.

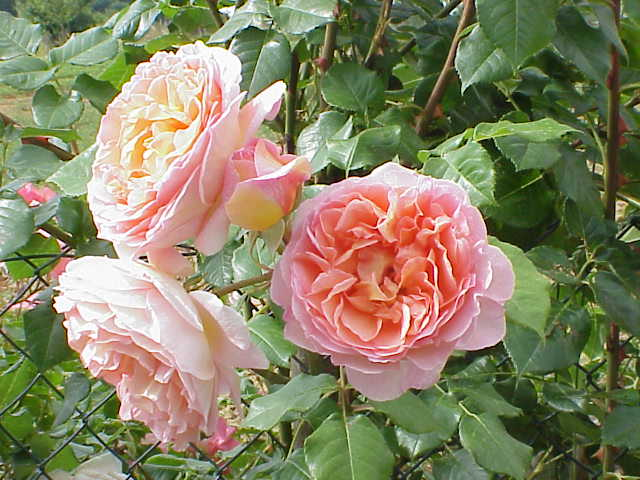
‘Abraham Darby’, David Austin, 1985.

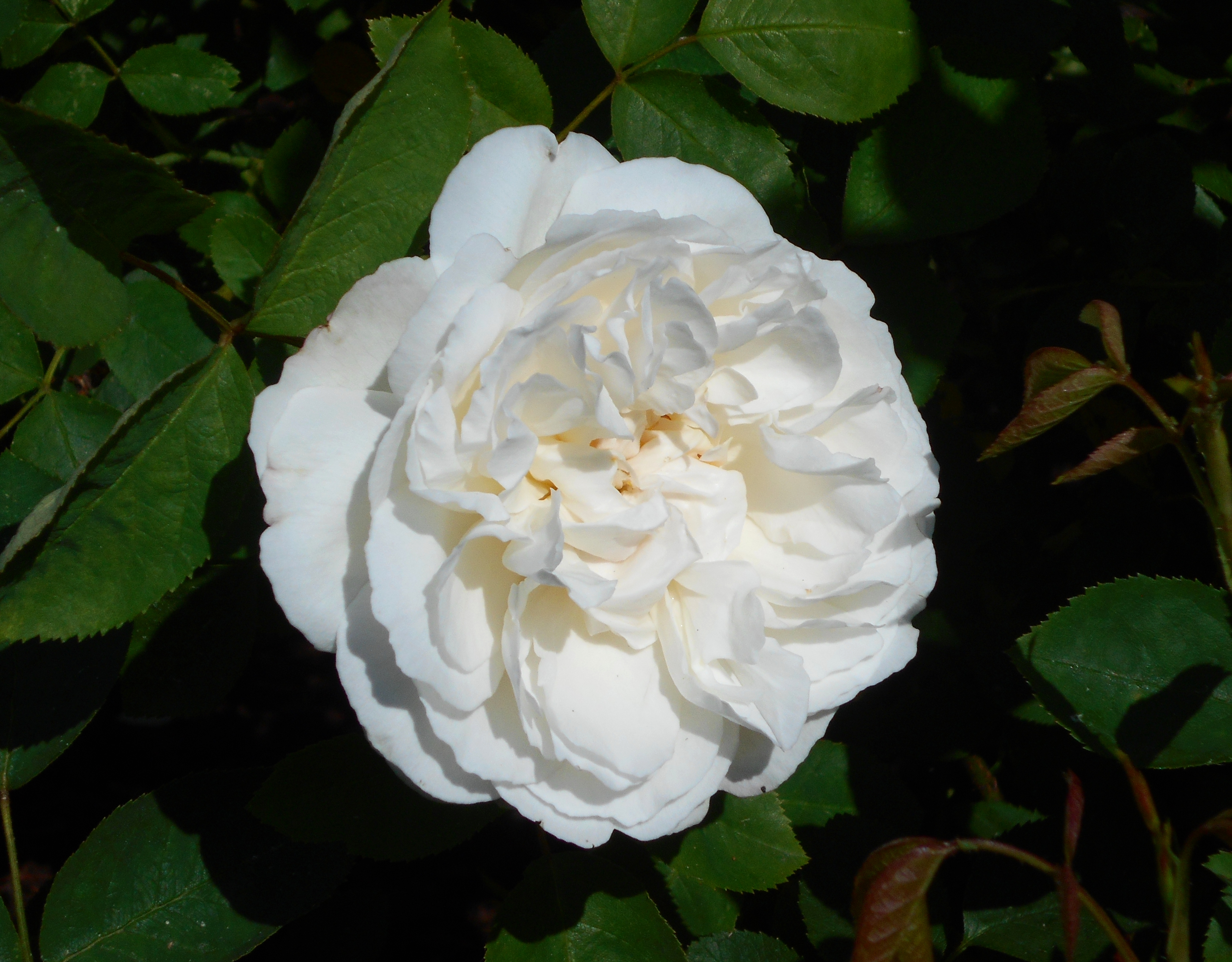
‘Winchester Cathedral’, David Austin, 1988.

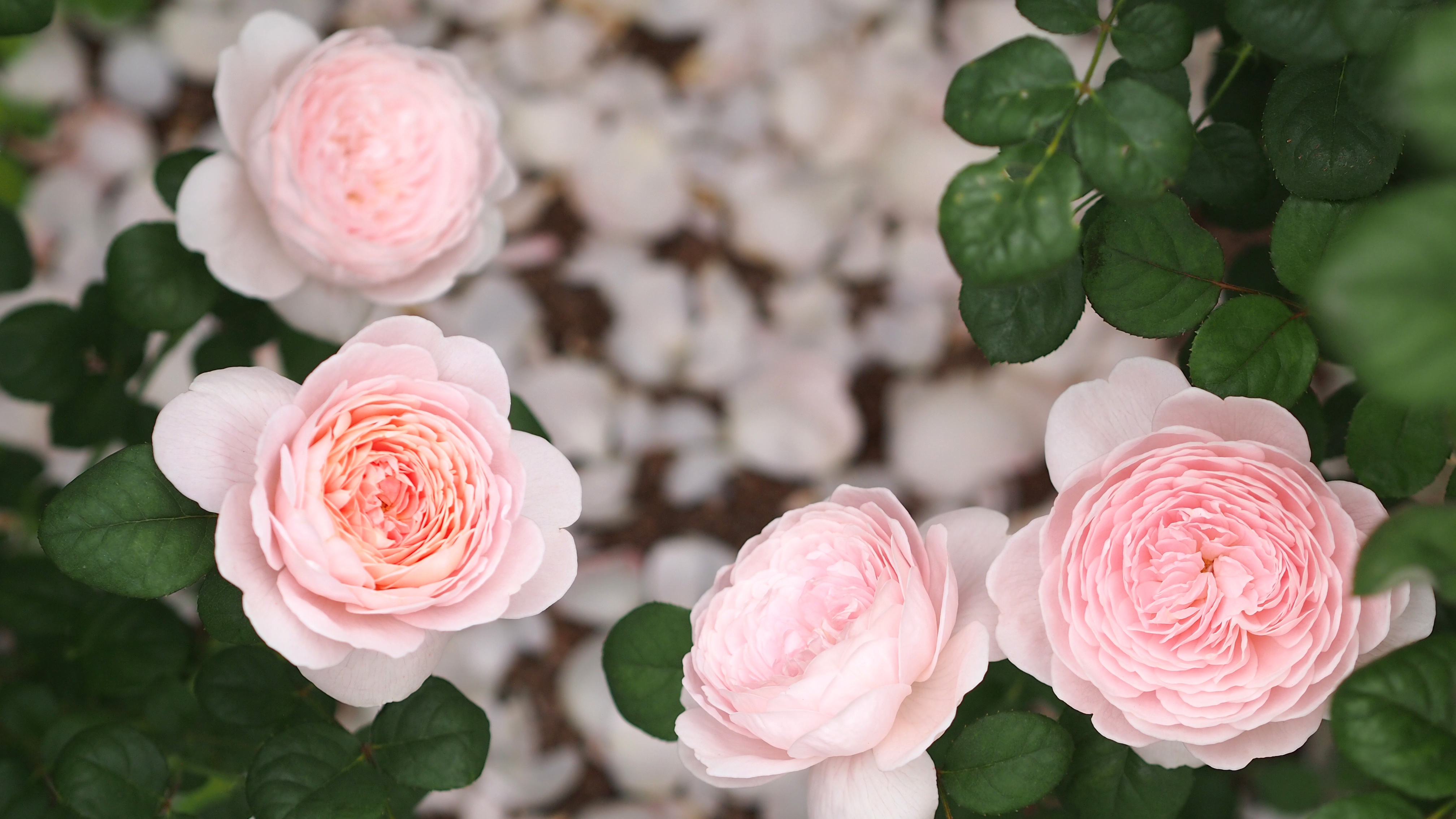
‘Queen of Sweden’, David Austin, 2004.

En 2003, David Austin reçoit les médailles de la Royal Horticultural Society et de la Royal National Rose Society. Il a aussi été honoré pour la création de la Garden Centre Association en 2004.
En 2007, il est fait officier de l'ordre de l'Empire britannique.

## Livres
- The Heritage of the Rose (1987),
- Old Roses and English Roses (1992),
- David Austin's English Roses : Glorious New Roses for American Gardens (1997),
- 100 English Roses for the American Garden (1997),
- Roses anglaises David Austin (2000), Edition française chez "la margelle" (ML Éditions) de "The English Rose" édité par Conran Octopus Limited en 1998,  (ISBN 2-7434-1547-9),
- Shrub Roses & Climbing Roses: With Hybrid Tea and Floribunda Roses (2001).
- Les Roses anglaises, éd. Larousse, (2006),  (ISBN 2-03-582276-9)
- De David Austin et Peter Beales : Botanica's Roses: The Encyclopedia of Roses, 1998,   (ISBN 1566491762)
- Son catalogue annuel gratuit, « David Austin Handbook of Roses », présente aussi d'autres variétés.